# Comuna de Suchy Dąb
Suchy Dąb (polaco: Gmina Suchy Dąb) é uma gminy (comuna) na Polónia, na voivodia de Pomerânia e no condado de Gdański. A sede do condado é a cidade de Suchy Dąb.
De acordo com os censos de 2004, a comuna tem 3769 habitantes, com uma densidade 44,4 hab/km².

## Área
Estende-se por uma área de 84,98 km², incluindo:
- área agrícola: 85%
- área florestal: 0%

## Demografia
Dados de 30 de Junho 2004:
|                      | Total   | Total | Mulheres | Mulheres | Homens  | Homens |
| -------------------- | ------- | ----- | -------- | -------- | ------- | ------ |
|                      | pessoas | %     | pessoas  | %        | pessoas | %      |
| População            | 3769    | 100   | 1828     | 48,5     | 1941    | 51,5   |
| Densidade (pop./km²) | 44,4    | 100   | 21,5     | 21,5     | 22,8    | 22,8   |

De acordo com dados de 2005, o rendimento médio per capita ascendia a 2002,58 zł.

## Comunas vizinhas
- Cedry Wielkie, Lichnowy, Ostaszewo, Pruszcz Gdański, Pszczółki, Tczew